# الدغاریر
الدغاریر (به عربی: الدغاریر) در عربستان سعودی است که در استان جازان واقع شده‌است.